# Othyus Jeffers
Pour les articles homonymes, voir Jeffers.
Othyus Jeffers, né le 5 août 1985 à Chicago, est un joueur de basket-ball américain.

## Biographie
Jeffers évolue aux postes d'arrière et d'ailier. À sa sortie du lycée, il intègre le Los Angeles Southwest College durant une saison, avant d'être transféré en 2004 à l'Université de l'Illinois à Chicago où il évoluera durant deux saisons. Lors de son année junior, il est nommé dans la First-Team All-Horizon League. Quelques jours après cette nomination, il est impliqué dans une fusillade en voulant défendre sa sœur. En raison de cet événement et du conflit qui l'oppose à son entraîneur, il est transféré au Robert Morris College pour sa dernière année universitaire.
Il entame sa carrière professionnelle en NBA Development League avec l'équipe des Energy de l'Iowa lors de la saison 2008-2009. Il est nommé au D-League All-Star Game et réalise des moyennes de 19,8 points et 8,6 rebonds et est nommé Rookie de l'année.
En mars 2011, il signe un contrat de dix jours aux Spurs de San Antonio puis aux Wizards de Washington.
Il manque la totalité de la saison 2011-2012 à cause d'une déchirure du ligament antérieur croisé du genou droit.
Le 23 janvier 2014, il signe un contrat de 10 jours avec les Spurs de San Antonio. Le 1er février 2014, il n'est pas conservé par les Spurs. Le 7 avril, il est signé par les Timberwolves du Minnesota pour le reste de la saison.

## Records personnels sur une rencontre de NBA
Les records personnels d'Othyus Jeffers, officiellement recensés par la NBA sont les suivants :
| Type statistique            | Saison régulière | Saison régulière          | Saison régulière | Playoffs | Playoffs            | Playoffs      |
| Type statistique            | Record           | Adversaire                | Date             | Record   | Adversaire          | Date          |
| --------------------------- | ---------------- | ------------------------- | ---------------- | -------- | ------------------- | ------------- |
| Points en un match          | 15               | Heat de Miami             | 30 mars 2011     | 2        | @ Nuggets de Denver | 17 avril 2010 |
| Paniers marqués en un match | 6                | Heat de Miami             | 30 mars 2011     | 1        | @ Nuggets de Denver | 17 avril 2010 |
| Paniers tentés en un match  | 9                | @ Cavaliers de Cleveland  | 13 avril 2011    | 2        | 2 fois              |               |
| Paniers à 3 points réussis  | 1                | @ Jazz de l'Utah          | 28 mars 2011     |          |                     |               |
| Paniers à 3 points tentés   | 2                | @ Jazz de l'Utah          | 28 mars 2011     |          |                     |               |
| Lancers francs réussis      | 7                | @ Pacers de l'Indiana     | 6 avril 2011     |          |                     |               |
| Lancers francs tentés       | 12               | @ Pacers de l'Indiana     | 6 avril 2011     | 1        | @ Nuggets de Denver | 17 avril 2010 |
| Rebonds offensifs           | 5                | @ Jazz de l'Utah          | 28 mars 2011     | 1        | @ Nuggets de Denver | 28 avril 2010 |
| Rebonds défensifs           | 9                | Hawks d'Atlanta           | 9 avril 2011     |          |                     |               |
| Rebonds totaux              | 11               | Hawks d'Atlanta           | 9 avril 2011     | 1        | @ Nuggets de Denver | 28 avril 2010 |
| Passes décisives            | 4                | @ Clippers de Los Angeles | 23 mars 2011     |          |                     |               |
| Interceptions               | 3                | 2 fois                    |                  |          |                     |               |
| Contres                     |                  |                           |                  |          |                     |               |
| Balles perdues              | 2                | 5 fois                    |                  | 1        | Nuggets de Denver   | 23 avril 2010 |
| Minutes jouées              | 33               | 2 fois                    |                  | 3        | @ Nuggets de Denver | 19 avril 2010 |

- Double-double : 1 (au 16/04/2014)
- Triple-double : aucun.